# Мухина, Елена Вячеславовна
Еле́на Вячесла́вовна Му́хина (1 июня 1960, Москва, РСФСР, СССР — 22 декабря 2006, там же, Россия) — советская гимнастка, заслуженный мастер спорта СССР, абсолютная чемпионка СССР (1979) и мира (1978) по спортивной гимнастике, чемпионка Европы, призёр чемпионатов СССР, Европы и мира. Летом 1980 года в Минске во время подготовки к летним Олимпийским играм получила травму позвоночника, в связи с чем завершила спортивную карьеру.

## Биография

### Ранние годы
Елена Мухина родилась в Москве 1 июня 1960 года. В раннем возрасте Мухина осталась без матери, а отец завёл другую семью и в жизни дочери участия не принимал. Её воспитанием с двухлетнего возраста занималась бабушка, Анна Ивановна. Елена с детства мечтала стать гимнасткой. Когда на один из уроков в школе в класс Елены Мухиной пришла тренер Антонина Павловна Олежко и спросила, кто из учащихся хочет заниматься в гимнастической секции, Мухина сразу откликнулась. 
Однажды на уроке появилась неизвестная женщина. Представилась: Олежко Антонина Павловна, мастер спорта. И говорит: «Кто хочет заниматься в гимнастической секции, поднимите руку.» Я чуть не закричала от радости. 

### Спортивная карьера
Вскоре Елена Мухина начала заниматься у тренера Александра Эглита, под руководством которого в 14 лет стала кандидатом в мастера спорта, далее её тренером стал Михаил Клименко, который до этого тренировал только мужчин.
Уникальный элемент «петля Корбут» был усовершенствован для выступления Елены Мухиной — к нему был добавлен винт. Во время исполнения данного элемента гимнастка встаёт ногами на высокую часть разновысоких брусьев и делает сальто назад, совершая в полёте оборот вокруг своей оси на 360 градусов, цепляясь в итоге руками за верхнюю перекладину брусьев так, с сохранением направления лицевой оси, как если бы она совершила сальто назад без винта.
Элементы, впервые выполненные гимнасткой и названные её именем (Muchina):
- (Женщины. Брусья). — Соскок из оборота назад в упоре на нижней жерди, лёт с живота и сальто назад в группировке;
- (Женщины. Брусья). — Из положения стоя на верхней жерди сальто назад прогнувшись с поворотом на 360° в вис на верхней жерди.
- (Женщины. Вольные). — Двойное сальто назад в группировке с поворотом на 360°.

### Травма
3 июля 1980 года в Минске во время подготовки к летним Олимпийским играм Мухина получила тяжелейшую травму позвоночника. Была прооперирована профессором Аркадием Лившицем, выражавшим определённый оптимизм по поводу её выздоровления, но до конца жизни осталась прикована к инвалидному креслу. Несколько перенесённых операций не принесли успеха.
Мухина 26 лет боролась за жизнь после травмы. Пытаясь восстановить физическое здоровье, выполняла упражнения по специальным методикам, в том числе Дикуля, но занятия пришлось прекратить, потому что из-за сильных нагрузок начали отказывать почки. Всё же через несколько лет после травмы она могла сидеть в кресле, самостоятельно держать ложку, немного писать. Окончила институт физкультуры.

Надгробие на могиле Елены Мухиной

Скончалась 22 декабря 2006 года в Москве в возрасте 46 лет от сердечной недостаточности. Панихида в её память прошла 27 декабря.
Была награждена высшим знаком олимпийского почёта — Серебряным Олимпийским орденом Международного олимпийского комитета (1984).
Награждена также советским орденом «Знак Почёта» (1980).
Похоронена на Троекуровском кладбище (участок 13а.

## Достижения
- Заслуженный мастер спорта
- Абсолютная чемпионка мира (1978)
- Чемпионка в командном первенстве и в вольных упражнениях Чемпионата мира (1978)
- Серебряный призёр в упражнениях на брусьях и бревне Чемпионата мира (1978)
- Чемпионка Европы в упражнениях на брусьях (1977, 1979)
- Чемпионка Европы в упражнениях на бревне и в вольных упражнениях (1977)
- Серебряный призёр в многоборье и в вольных упражнениях (1977, 1979)
- Бронзовый призёр в опорном прыжке (1977)
- Победительница Кубка Мира в упражнениях на брусьях и бревне (1977)
- Абсолютная чемпионка СССР (1978)
- Чемпионка СССР в упражнениях на брусьях (1977, 1978)
- Чемпионка СССР в вольных упражнениях (1977)
- Серебряный призёр в многоборье и Кубка СССР в многоборье (1977)
- Бронзовый призёр чемпионата СССР в упражнениях на брусьях (1977)
- Бронзовый призёр чемпионата СССР в вольных упражнениях (1978)
- Кавалер ордена «Знак Почёта» (1980)
- Награждена высшим знаком олимпийского почёта — «Серебряным Олимпийским орденом» Международного олимпийского комитета (1984)